# آمنامویر
آمنامویر (انگلیسی: Amenamevir) (نام تجاری Amenalief) یک داروی ضد ویروسی است که برای درمان زونا (هرپس زوستر) به کار می‌رود.
این دارو به عنوان یک مهارکننده کمپلکس هلیکاز-پریماز ویروس زوستر عمل می‌کند.
آمنامویر در ژاپن برای درمان زونا در سال ۲۰۱۷ تایید شد.